# Ravina

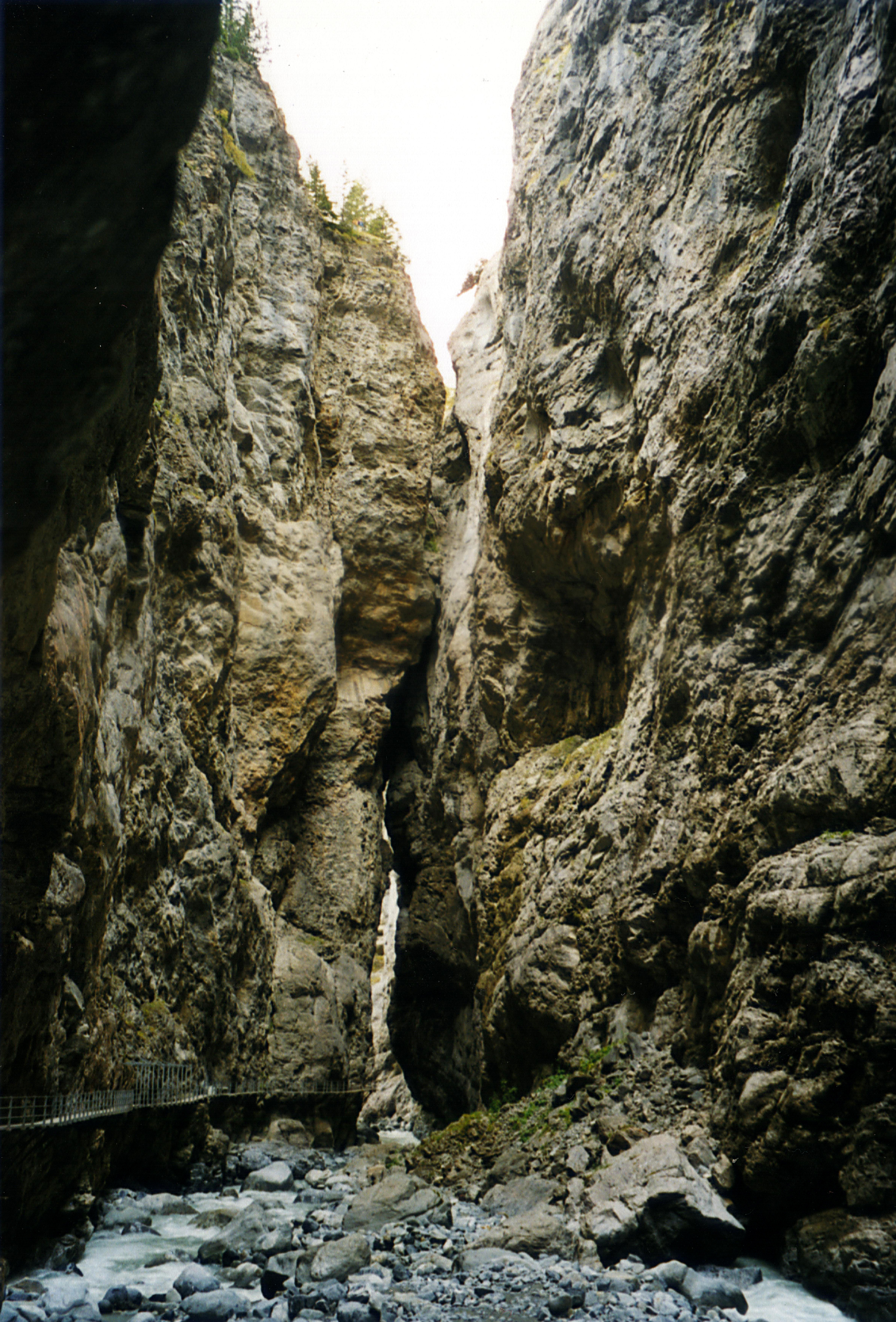
Ravina Gletscherschlucht, em Grindelwald, em Berna, na Suíça

Ravina ou barranco é um acidente geográfico produto de erosão pela ação de córregos e enxurradas. As ravinas são normalmente classificadas como de menor escala do que as voçorocas, vales e cânions.

## Etimologia
"Ravina" é procedente do francês ravine. "Barranco" é de origem pré-romana.